# Kaech’ŏn
Kaech’ŏn-shi (개천; 价川) ist eine Stadt in der Provinz P’yŏngan-namdo in Nordkorea mit 319.554 Einwohnern (Stand 2008). Davon leben 151.088 in urbanen Regionen. Die Fläche der Stadt ist zu 61 % bewaldet.

## Wirtschaft
Wasserressourcen sind reichlich vorhanden, und in Kaech’ŏn befinden sich mehrere Stauseen. Die Landwirtschaft wurde umfassend entwickelt, einschließlich Vieh- und Obstgärten. Bearbeitung und Metallverarbeitung sind die dominierenden Industrien, auch der Bergbau hat an Bedeutung gewonnen.

## Infrastruktur
Über eine Linie der Koreanischen Staatsbahn ist die Stadt mit dem Rest des Landes verbunden.

## Arbeitslager
Mit dem Internierungslager Kaech’ŏn und dem Umerziehungslager Kae’chŏn befinden sich zwei Arbeitslager auf dem Gebiet der Stadt. Aus dem Internierungslager konnte Shin Dong-hyuk flüchten und von extrem harten Lebensbedingungen berichten.